# Kwasowiec
Kwasowiec is een plaats in het Poolse district  Skierniewicki, woiwodschap Łódź. De plaats maakt deel uit van de gemeente Nowy Kawęczyn en telt 60 inwoners.